# Aldea en Cabo
Aldea en Cabo är en kommun i Spanien.   Den ligger i provinsen Toledo och regionen Kastilien-La Mancha, i den centrala delen av landet, 70 km väster om huvudstaden Madrid. Antalet invånare är 218. Arean är 26,0 kvadratkilometer. Aldea en Cabo gränsar till Escalona, Nombela och Paredes de Escalona. 
Terrängen i Aldea en Cabo är platt österut, men västerut är den kuperad.